# Hakoah Tel Aviv Football Club
Le Hakoah Tel-Aviv (en hébreu : הכח תל אביב) est un ancien club israélien de football fondé en 1934 et disparu en 1962, et basé dans la ville de Tel Aviv-Jaffa.

## Histoire
Le club est fondé en 1934 par un groupe d'anciens joueurs du Hakoah Berlin (de) qui avaient immigré en Palestine depuis l'Allemagne et l'équipe intègre la Palestine League pour la saison 1934-1935 et la saison suivante, le club termine deuxième du championnat. Lors de la saison 1934-1935, le club perd la finale de la coupe de Palestine contre le Maccabi Petah-Tikva.
En 1943, un autre club, le Hakoah 1909 Tel-Aviv, est fondé par d'anciens joueurs de Hakoah Vienne. Avant le début de la saison 1946-1947, Hakoah Tel-Aviv devait jouer en Palestine League, tandis que Hakoah 09 Tel-Aviv devait jouer en Liga Bet. Cependant, le Hakoah Tel-Aviv s'est retiré de la première division, et dans le mois suivant, le club fusionne avec Hakoah 09 Tel-Aviv. Le nouveau club garde le nom de Hakoah Tel-Aviv.
Après l'indépendance, le club fait ses débuts en Liga Meuhedet. Lors de la saison 1954-1955, le club rate le titre de champion de deuxième division, devant le Maccabi Jaffa, qui est promu en première division après les barrages. La saison suivante, l'équipe remporte le championnat de deuxième division mais perd contre Maccabi Jaffa lors des barrages de promotion/relégation (défaite 4-1 au total). 
À la fin de la saison 1958-1959, le club fusionne avec le Maccabi Ramat Gan, le club conserve son nom d'origine le Hakoah Tel Aviv jusqu'à la fin de la saison 1961-1962, où il remporte son deuxième titre de champion de deuxième division, et est promu en Liga Leumit.
Le Hakoah Tel-Aviv est rebaptisé au début de la saison 1962-1963 en Hakoah Maccabi Ramat Gan. Le nouveau club dispute ses rencontres au stade Gali-Gil à Ramat Gan.

## Palmarès
| \| - Championnat de Palestine : - Vice-champion : 1936. - Championnat d'Israël D2 (2) : - Champion : 1955-56 et 1961-62. - Vice-champion : 1954-55 et 1960-61. \| \| - Coupe de Palestine (1) : - Vainqueur : 1935. \| |  |                                                |
| - Championnat de Palestine : - Vice-champion : 1936. - Championnat d'Israël D2 (2) : - Champion : 1955-56 et 1961-62. - Vice-champion : 1954-55 et 1960-61.                                                            |  | - Coupe de Palestine (1) : - Vainqueur : 1935. |